# 스트라이크 백
스트라이크 백(Strike Back)은 2010년부터 2020년까지 방영된 영국의 텔레비전 드라마이다.